# Luis Scrinzi
Luis Scrinzi (geboren am 5. August 1847 in Bozen; gestorben am 1. November 1890 in Gries bei Bozen) war ein Baumeister in Südtirol.

## Karriere
Scrinzi arbeitete zeitweise mit Ignaz Vaja zusammen. 1887 verabschiedete er sich durch ein Inserat in der Bozner Tageszeitung von Bozen und empfahl als seine Nachfolger Hans Madeín und Ignaz Vaja.

## Bauwerke (Auswahl)
Hier eine Auflistung von Bauwerken aus seiner Hand in Bozen:
- 1884 Villa Wilhelma; gekauft von Frau Wendlandt; in der Villa wurden Wohnungen für Kurgäste eingebaut. Heute nach Umbau Personalhaus des Herzogspalastes.
- 1884 zusammen mit Otto v. Mayrhauser: Bau der drei Villen am Berghang in der M.-Pacher-Straße: Villa Edelweiß, Villa Bavaria, Villa Schöneck. Ehemals für Kurgäste bestimmt, heute Privatwohnungen; heute nicht mehr mit Villennamen, sondern einfach Hausnummern 16, 18 und 20. Villa Schöneck ist heute um ein Stockwerk erhöht.
- 1885 Zweistöckiges Haus, Ecke Walther- und Schlernstraße in der Bozner Neustadt. (Schlernstraße ist heute Marconistraße, Waltherstraße ist heute Carduccistraße)